# Portage Creek (Alaska)
Portage Creek ist ein Dorf der Yupik in der Dillingham Census Area in Alaska. Nach der Volkszählung 2000 lebten dort 36 Personen.

## Geographie
Portage Creek liegt an der Mündung des Portage Creek in den Nushagak River. Der Portage Creek wurde für die Portage von Booten vom Nushagak River zum Kvichak River verwendet. So konnten die Reisenden die offenen Wasser der Bristol Bay und die weite Reise um den Etolin Point vermeiden.

## Geschichte
Der Ort wurde von den Yupik im Sommer als Übernachtungsplatz benutzt. Seit 1961 wird das Dorf dauerhaft bewohnt. 1963 wurde eine Schule gebaut. In der Mitte der 1980er war Portage Creek eine aktive Gemeinde, aber seither hat die Bevölkerung abgenommen.

## Verkehr
1975 nahm der Portage Creek Airport seinen Betrieb auf. Kleine Boote und Schneemobile sind die gebräuchlichen lokalen Transportmittel. 